# Structure longitudinale
 (octobre 2024).

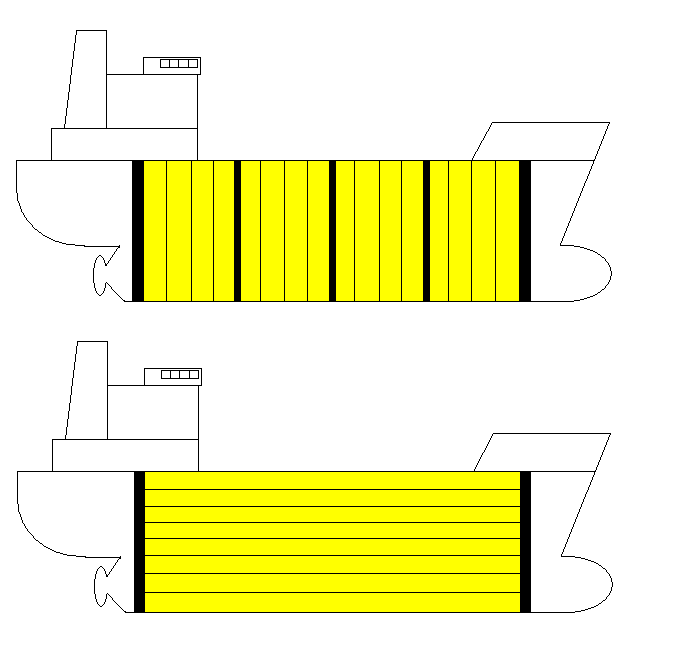
Représentation de la structure longitudinale sur le plan d'un bateau

La structure longitudinale est une méthode employée en construction navale pour l'élaboration des coques. Pour cela, on emploie de grandes poutres transversales espacées en conjonction avec des éléments longitudinaux plus légers rapprochés. Cette méthode permet d'obtenir un navire plus résistant dans son axe longitudinal. Ce type de structure se démarque des structures transversales plus traditionnelles qui emploie des éléments transversaux de la quille au plat bord du navire.

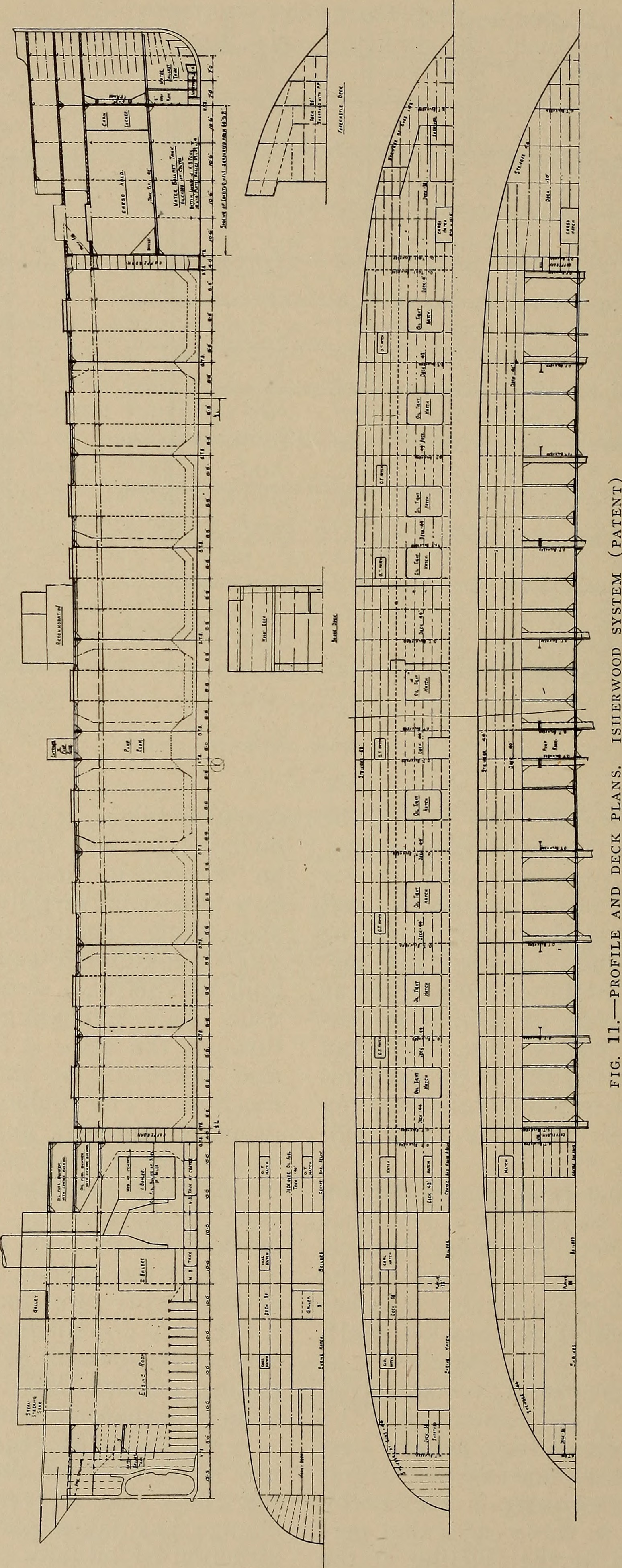
Le système Isherwood, en 1911

L'ingénieur naval John Scott Russell employa cette méthode pour la construction de plusieurs navires dont le SS Great Eastern. Cependant, personne n'avait mis en avant l'avantage économique de cette construction. Joseph Isherwood (en) fut le premier à le remarquer. Le premier navire construit avec le système Isherwood fut le bateau a vapeur Paul Paix, de 6 600 tonnes de port en lourd en 1908. Cette évolution du monde maritime fut observée de près par plusieurs armateurs et constructeurs naval. C'est en 1909 que le Gascogne, premier navire cargo vit le jour avec le système d'Isherwood. Le succès de ces deux navires ne passa pas inaperçu puisque beaucoup de constructeurs suivirent cette voie à travers le monde.

## Transversal et longitudinal
Pour la méthode traditionnelle, les éléments transversaux sont assemblés perpendiculairement à la quille, et espacés de deux à trois pieds (soit de 610 mm à 910 mm). Ils vont de l'extrémité inférieure au niveau de la quille jusqu'à l'extrémité supérieure au niveau des barrots de pont. Ces éléments se composent de deux parties, nommées structure de fond et structure latérale. Ces parties sont supprimées des cales de chargement lorsque c'est nécessaire. Les efforts longitudinaux sont supportés par la quille, les lisses, la carlingue, le pont et les panneaux de cales. Ces efforts sont causés principalement par les mouvements de la mer. Cependant, plus le navire est long, plus le risque de déformation entre les couples est important (à cause des moments d’ensembles). Ainsi au delà de 120 mètres, ce type de construction n'est plus adapté.
Concernant les structures longitudinales, on emploie de très lourds éléments transversaux (porques) espacés de douze pieds (soit 3 700 mm). Ensuite, de nombreux éléments longitudinaux (quille, carlingues, lisses, hiloires) sont assemblés pour se lier à la peau de la coque (les bordés). Les nombreuses lisses de pont fournissent suffisamment de résistance malgré les éventuelles nombreuses écoutilles et permettent même de s'affranchir des épontilles dans le cas des navires de charge qui ont privilégient les espaces libres.
Les armatures longitudinales sont encastrées sur les côtés dans des encoches découpées sur les éléments transversaux, alors que les plus proches du fond du navire sont parfois en continu entre chaque armature transversale. Les traverses sont reliées à la peau de coque lors d'un angle important et coupées au niveau des panneaux de cale.